# 查德威克山
查德威克山（英語：Mount Chadwick），是南極洲的山峰，位於維多利亞地的彭內爾海岸，處於沃爾頓山東南面5公里，屬於奧特巴克冰原島峰的一部分，海拔高度2,440米，美國地質調查局根據測量和該國海軍的空中照片繪入地圖，現時由南極條約體系管理。